# Erich V. (Sachsen-Lauenburg)
Erich V. († Ende 1435) war von 1411 bis 1435 Herzog von Sachsen-Lauenburg aus dem Geschlecht der Askanier.

## Leben
Erich war der älteste Sohn des Herzogs Erich IV. und Sophias, einer Tochter des Herzogs Magnus von Braunschweig. Schon zu Lebzeiten seines Vaters, der durch den Anfall der Länder der sachsen-lauenburgischen Linie zu Mölln und Bergedorf nach dem  Tod von  Erich III. 1401 das ganze Herzogtum Sachsen-Lauenburg wieder vereinigte, nahm er vielfach an den Regierungsgeschäften teil und wurde namentlich durch seine Bestrebungen, den durch Albrecht V. einst verpfändeten Mölln-Bergedorfer Anteil wieder in seine Hand zu bekommen, mit den Pfandinhabern, den benachbarten Hansestädten, vor allem mit Lübeck, in mancherlei Händel verwickelt, welche, obschon durch die Vermittlung benachbarter und befreundeter Fürsten wiederholt beigelegt, doch die erste Zeit seiner Regierung fast ausschließlich erfüllten. Die Lübecker beschuldigten ihn außerdem, dass er die Räubereien auf den Landstraßen begünstige, trotz des Schutzgeldes von 300 Mark jährlich, welche sie ihm für die Sicherung derselben zahlten. Der Herzog erwirkte sogar 1418 bei dem König Sigismund die Reichsacht gegen Lübeck. 1420 gelang es den Lübeckern jedoch gemeinsam mit Hamburg, Bergedorf zurückzuerobern, was am 24. August 1420 im Vertrag von Perleberg festgeschrieben wurde.
Seit dem Jahr 1422 beschäftigten ihn vorwiegend die Bemühungen, die Nachfolge in dem sachsen-wittenbergischen Lande und der damit verbundenen Kurfürstenwürde zu erlangen. Diese Kur war seit dem Tod des Herzogs Johann I. 1285 ein Gegenstand des Haders zwischen den beiden Linien der askanischen Herzöge von Sachsen zu Wittenberg und Lauenburg gewesen, bis sie Karl IV. nach einigem Schwanken den Herzögen von Sachsen-Wittenberg zusprach. Als nun 1422 diese Linie mit Albrecht III. im Mannesstamme erlosch, glaubte Erich V. nicht nur die Ansprüche seines Hauses auf das erledigte Herzogtum Wittenberg, sondern auch auf die Kur mit Erfolg gelten machen zu können. Allein Kaiser Sigismund hatte bereits Friedrich dem Streitbaren, Markgraf von Meißen, aus dem Wettiner Haus, die Anwartschaft auf Wittenberg und die sächsische Kur erteilt, und dieser erlangte trotz Erichs Protestationen am 1. August 1425 von dem Kaiser die förmliche Belehnung und Bestätigung mit allen zur Kur und zum Herzogtum Sachsen gehörenden Rechten und Freiheiten. Vergebens waren Erichs V. fortgesetzte Bemühungen, diese Belehnung zu Gunsten seines Hauses rückgängig zu machen. Man beschuldigte ihn, ob mit Recht, mag dahingestellt sein, sogar, zur Erreichung seines Zweckes einen angeblich ihm von Sigismund 1414 erteilten Lehnbrief gefälscht zu haben. Auch seine Beschwerden beim Papst Martin V. und endlich beim Basler Konzil wegen verweigerter Rechtspflege blieben ohne Erfolg, obschon die Basler Väter wirklich eine Kommission zur Untersuchung der Wittenberger Streitsache ernannten. Der Kaiser legte hiergegen Verwahrung ein, und ehe die Angelegenheit, die dann wieder an den Kaiser verwiesen wurde, zu einer neuen Verhandlung kam, starb Erich V. 1435. Er hinterließ den Ruf eines kriegerischen, unruhigen, für die Interessen der Askanier eifrig bemühten Fürsten.

## Familie
Erich hatte viele Geschwister:
- Johann IV. († 1414), Herzog von Sachsen-Lauenburg
- Magnus (1390–1452), Bischof von Hildesheim und Kammin
- Bernhard II. († 1463), Herzog von Sachsen-Lauenburg
- Albrecht (1384–1421), Domherr in Münster
- Otto († vor 1431)
- Agnes († vor 1415), ⚭ Graf Albrecht II. von Holstein († 1403)
- Agnes († um 1435), ⚭ Herzog Wartislaw VIII. von Pommern (1373–1415)
- Katharina († um 1448), 1. ⚭ Fürst Johann VII. von Werle († 1414), 2. ⚭ Herzog Johann IV. von Mecklenburg († 1422)
- Sophie (1395–1462), ⚭ Herzog Wartislaw IX. von Pommern († 1457)

Erich V. war seit 1404 mit Elisabeth von Holstein (* 1384; † 28. Mai 1416) verheiratet. Sie war die Tochter von Nikolaus, Graf von Holstein (1334–1397) und Witwe von Albrecht IV. (1363–1388). Das Paar blieb ohne Erben. Einer zweiten, vor 1422 geschlossenen Ehe mit der ebenfalls Elisabeth heißenden Tochter Konrads von Weinsberg entstammte der Sohn Heinrich, der aber 1437 noch als Kind starb. Nachfolger Erichs als Herzog wurde daher sein Bruder, Bernhard II.